# Lidewij Mahler
Pour les articles homonymes, voir Mahler (homonymie).
 (janvier 2019).
Si vous disposez d'ouvrages ou d'articles de référence ou si vous connaissez des sites web de qualité traitant du thème abordé ici, merci de compléter l'article en donnant les références utiles à sa vérifiabilité et en les liant à la section « Notes et références ».
Lidewij Mahler, née le 26 janvier 1981 à Arnhem, est une actrice néerlandaise.

## Filmographie

### Cinéma et téléfilms
- 1996 : Nachttrein : La fille de chariot
- 2000 : Finals (nl) : Eva
- 2001 : Exit : Renate
- 2001 : Strike! : Inge
- 2002 : Verboden ogen : La petite fille en panique
- 2002 : Tijmen's plot : Iris
- 2005 : Flirt : Ankie
- 2006 : Black Book : Linda
- 2006 : Waltz : Eefje de Vrede
- 2006 : Kinderen geen bezwaar (nl) : Claudia
- 2007 : Flikken Maastricht : Jeanne
- 2008 : Fopsnor : Sanne
- 2008 : Daglicht (nl) : Suus
- 2009 : Julia's Hart : Annie Collewijn
- 2009 : Alles stroomt (nl) : Desie
- 2009 : Sorry Minister (nl) : Jeltje
- 2009 : De co-assistent (nl) : Thea Jonker
- 2010 : Vast : Sacha Schellekens
- 2010 : Homerun : Julie
- 2011 : Uitgeklokt : La fille
- 2011 : Eileen : Bente
- 2012 : Doodslag (nl) : Myrthe
- 2013 : De ontmaskering van de Vastgoedfraude (nl) : Esther de Waal
- 2013 : Danni Lowinski (nl) : Linda Zwartenbroek
- 2013 : Clafoutis : Chantal Castelijn
- 2013 : Dokter Tinus : Isabel de Bruin
- 2016 : Houvast : Anna
- 2016 : De Fractie (nl) : Vera Vinkenborg
- 2016 : De Maatschap (nl) : Hadassa
- 2017 : Centraal Medisch Centrum (nl) : Roeby Hendrings
- 2018 : Moordvrouw : Naomi Rossmann
- 2018-2019 : Goede tijden, slechte tijden : Marieke de Moor

## Théâtre
- 2009-2011 : De ingebeelde zieke : Angélique
- 2010 : Blackbird - David Harrower, theatergroep Suburbia : Una
- 2014-2015 : De ontdekking van de hemel (nl) : Ada Brons